# Martín Hidalgo
Emilio Martín Hidalgo Conde, plus couramment appelé Martín Hidalgo, né le 15 juin 1976 à Lima au Pérou, est un footballeur international péruvien.

## Biographie

### Carrière de joueur
Martín Hidalgo participe à la Coupe du monde des clubs de la FIFA 2006 avec le club du SC Internacional, jouant un match contre le club égyptien d'Al-Ahly Le Caire.

### Équipe nationale
Martín Hidalgo joue son premier match en équipe du Pérou en 1996 et son dernier le 17 août 2008 contre le Panama (défaite 2-0). Il marque son premier but en sélection le 12 juin 1997 lors d'un match de la Copa América 1997 contre l'Uruguay (victoire 1-0).
Il dispute trois Copa América : en 1997, 2001 et 2004. Son équipe se classe quatrième de la compétition en 1997. Il joue enfin 17 matchs comptant pour les tours préliminaires de la Coupe du monde, lors des éditions 2002, 2006 et 2010.
Au total, il compte 47 sélections et trois buts en équipe du Pérou entre 1996 et 2008.

## Palmarès

### Au Pérou
| Sporting Cristal - Championnat du Pérou (2) : - Champion : 1995 et 1996. |  | Alianza Lima - Championnat du Pérou (1) : - Champion : 2004. |

### À l'étranger
| Club Libertad - Championnat du Paraguay (1) : - Champion : 2006. |  | SC Internacional - Coupe du monde des clubs de la FIFA (1) : - Vainqueur : 2006. |